# Pleurobema murrayense
Pleurobema murrayense foi uma espécie de bivalve da família Unionidae. Foi endémica dos Estados Unidos da América.  O seu habitat natural foi rios.